# Macroglossum corythus
Macroglossum corythus är en fjärilsart som beskrevs av Walker 1856. Macroglossum corythus ingår i släktet Macroglossum och familjen svärmare. Inga underarter finns listade i Catalogue of Life.

## Bildgalleri

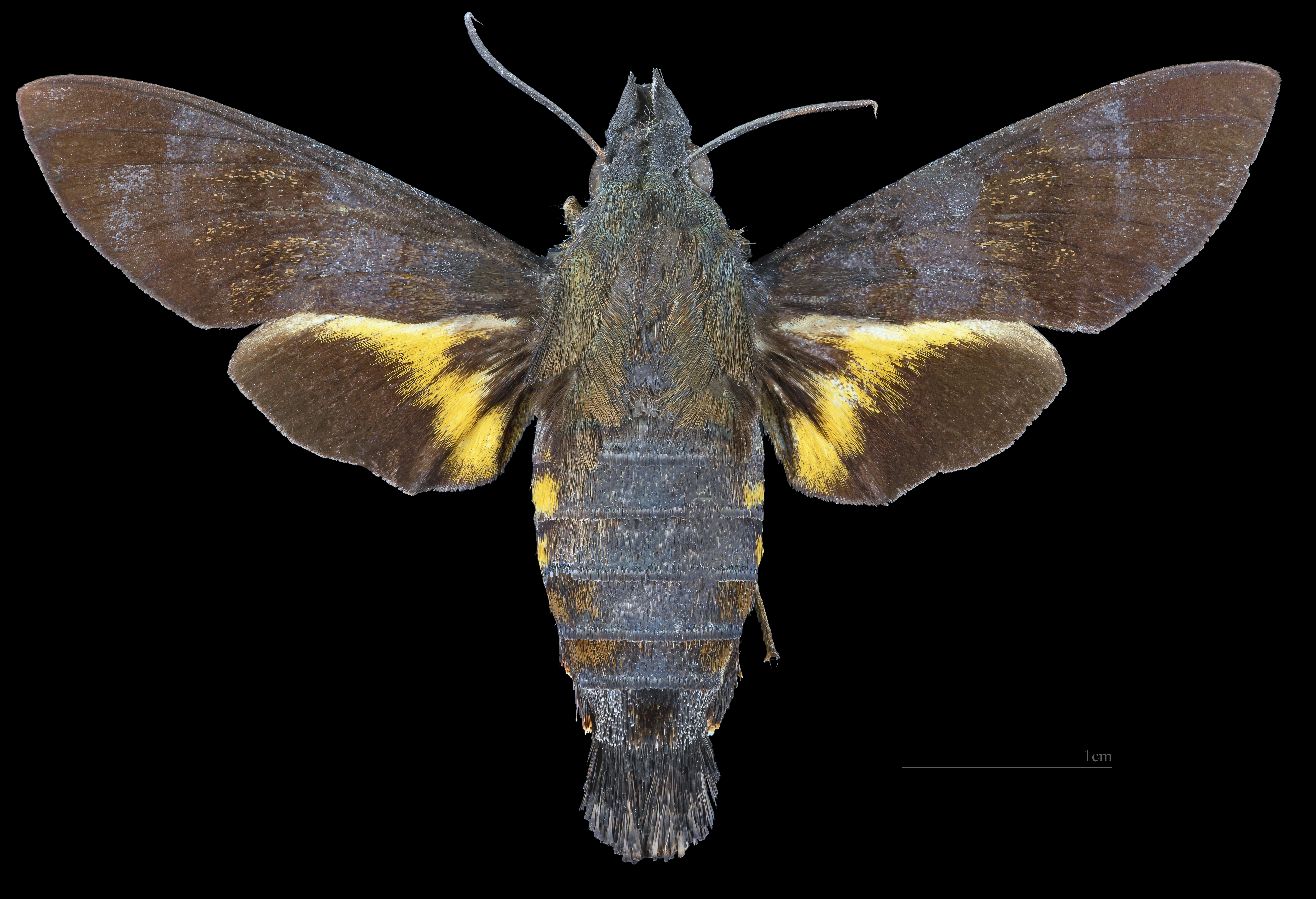
Macroglossum corythus ♂
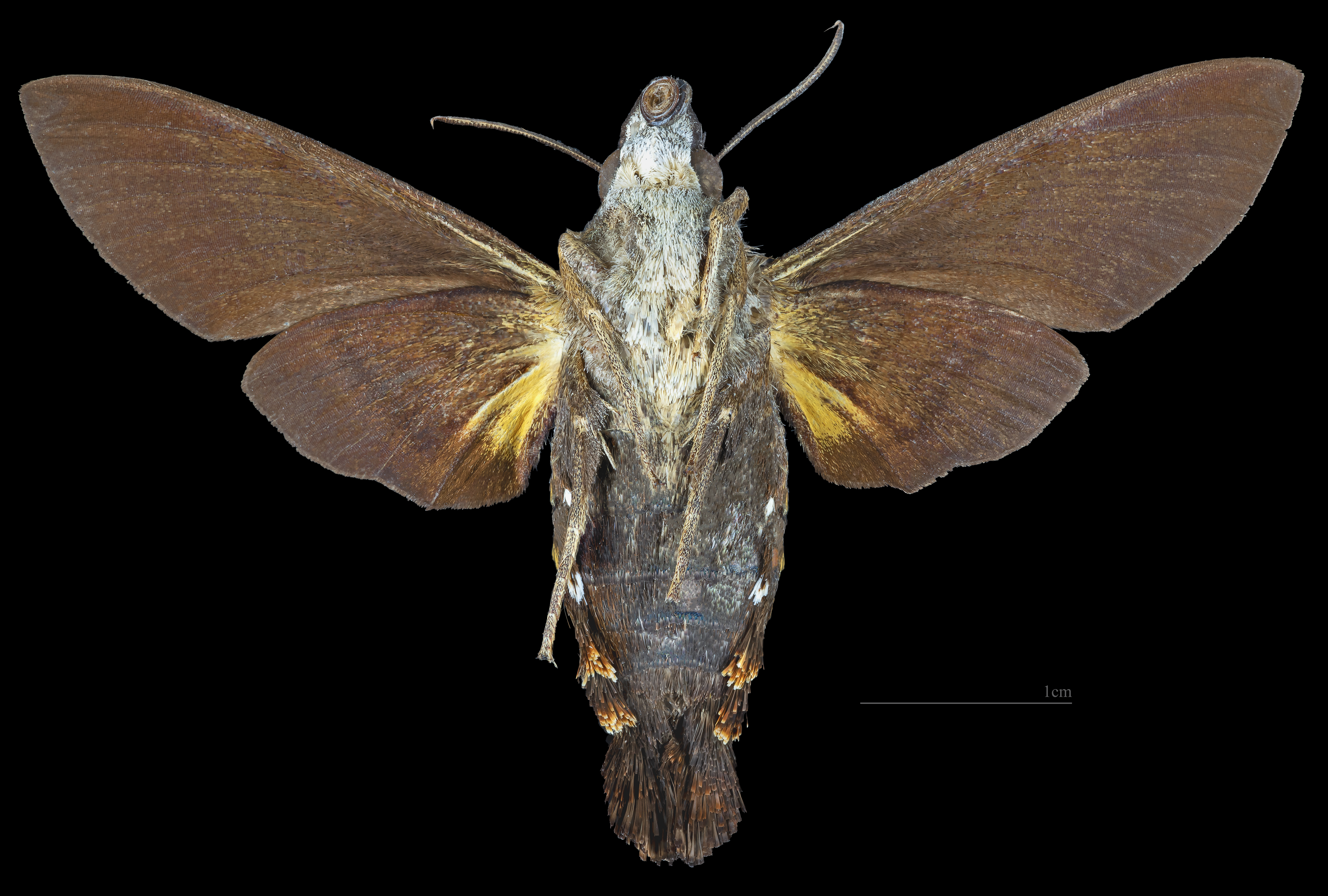
Macroglossum corythus ♂  △